# Синайско-Палестинска кампания
Синайско-Палестинската кампания от Близкоизточния театър през Първата световна война се води от Арабското въстание и Британската империя срещу Османската империя и Германската империя. Започва с опит на османците да превземат Суецкия канал през 1915 г. и завършва с Мудроското примирие през 1918 г., което довежда до разпокъсването на Османската империя в Леванта.
Военните действия започват през януари 1915 г., когато малка османска сила, водена от германци, нахлува на Синайския полуостров (по това време част от британския Египетски протекторат) и извършва неуспешно нападение срещу Суецкия канал. След Галиполската операция, британските ветерани образуват Египетския експедиционен корпус, а османските ветерани сформират 4-та армия, които да се сражават на Синайския полуостров през 1916 г. В хода на кампанията, британската 52-ра дивизия и Австралийско-новозеландската конна дивизия успяват да изтласкат османската армия от областта, започвайки с битката при Романи през август, продължавайки с битката при Магдаба през декември и завършвайки превземането на Синай с битката при Рафа през януари 1917 г. Тези победи, довели до възвръщането на значителни египетски територии, са последвани от две поражения на Египетския експедиционен корпус на османска територия – първата и втората битка за Газа в южната част на Палестина.
След период на патово положение в Южна Палестина от април до октомври 1917 г., генерал Едмънд Алънби превзема Беер Шева. До 8 ноември османците претърпяват поредица от поражения. С това, те преминават в отстъпление. В хода на следващите военни действия, Османската територия губи значителни територии след битките за хребета Мугхар (10 – 14 ноември) и Йерусалим (17 ноември – 30 декември). Тежките загуби на Западния фронт през март 1918 г. по време на германското Пролетно настъпление принуждават Великобритания да изпрати подкрепления от Египетския експедиционен корпус. Напредъкът на Антантата временно спира, като Алънби продължава офанзивата през септември с битката при Мегидо. Успешните пехотни битки при Тулкарм и Табсор създават пролуки във фронтовата линия на Османската империя, което позволява на Пустинния конен корпус да обгради пехотинците, сражаващи се при Юдейските планини, и да се сражава в битките при Назарет и Самах, превземайки Афула, Дженин и Тиберия. Египетският експедиционен корпус унищожава три османски армии по време на битките при Шарон, Наблус и моста Джиср ед Дамие, пленявайки хиляди войници и голям брой оборудване. Дамаск и Алепо са превзети в последвалата гонитба, преди Османската империя да приеме условията на Мудроското примирие на 30 октомври 1918 г., слагайки край на Синайско-Палестинската кампания. Установени са Британски мандат в Палестина и Френски мандат в Сирия и Ливан, които да администрират новопридобитите територии.
Кампанията не е особено известна и зле разбрана по време на войната. Във Великобритания, обществото я смята за малка операция и загуба на ценни ресурси, които биха могли да се използват по-подходящо на Западния фронт, докато индийците се интересуват повече от Месопотамската кампания и окупирането на Багдад. Австралия не разполага с военен кореспондент в Близкия изток до ноември 1917 г.
Дълготрайният ефект от кампанията е разпадането на Османската империя, когато голямата част от териториите ѝ са превърнати в мандати на Антантата. През 1923 г. империята официално изчезва и е наследена от Турция след Турската война за независимост. Европейските мандати в района също са заличени с образуването на Ирак през 1932 г., Ливан през 1943 г., Израел през 1948 г. и Йордания и Сирия през 1946 г.